# منصور الكيخيا
منصور رشيد الكيخيا (ديسمبر 1931 – 1993) شغل منصب وزير الخارجية الليبية (1972-1973)، والسفير الليبي للأمم المتحدة، والمندوب الليبي الدائم لدى الأمم المتحدة، وفي وقت لاحق كان أحد رموز المعارضة للزعيم الليبي معمر القذافي، وناشط حقوقي. ولد في بنغازي، ليبيا.

## الاختفاء في مصر
ذكر شهود عيان سنة 1993 أن الكيخيا أختطف من قبل ثلاثة رجال في ليموزين سوداء ذات لوحات دبلوماسية على مسافة بضعة أمتار من فندق السفير بالقاهرة حيث يقيم. لم تصرح أي من السلطات المصرية ولا الليبية بشأن مسؤوليتها عن هذا الاختفاء القسري. بعد تقصي دام لأربع سنوات من قبل وكالة المخابرات المركزية توصلت لأدلة مقنعة على أن عملاء مصريين نظمت لعملية اختطاف الكيخيا وسلمته للسلطات الليبية، حيث أعدم. عثر على جثته في ليبيا سنة 2012.

## اتهامات الحكومة المصرية
التشابه بين حالتي رضا هلال والكيخيا أثارت شكوك واسعة النطاق حول تورط مسؤولين رفيعي المستوى. محامي الكيخيا لا يستبعد تورط مصري وأمريكي في اختفائه. الاعتقال الأخير بلندن لمهندس مصري رفيع المستوى، البروفسور ممدوح حمزة، قد تورط أربعة من كبار المسؤولين المصريين مع علاقات وثيقة مع عائلة مبارك، وأعاد فتح الشائعات بالقاهرة. لسنوات ظل المصريون يسمعون عن اختفاء شخصيات عامة أخرى من أماكن أخرى بالمنطقة (على سبيل المثال العراق، سوريا، وليبيا).